# Sydney Schneider
Sydney Michelle Schneider (sinh ngày 31 tháng 8 năm 1999) là một cầu thủ bóng đá người Jamaica gốc Mỹ, chơi bóng vai trò là thủ môn cho UNC Wilmington Seahawks và đội tuyển bóng đá quốc gia Jamaica.

## Đầu đời
Schneider sinh ra và lớn lên ở vùng Dayton thuộc South Brunswick, New Jersey và học tại trường trung học South Brunswick.

## UNC Wilmington
Vào tháng 2 năm 2017, Schneider ký một lá thư về ý định tham gia UNC Wilmington Seahawks. Vào năm thứ nhất, cô tham gia tất cả 19 trận đấu, trở thành thủ môn thứ hai trong lịch sử trường học chơi tất cả các phút trong một mùa.

## Sự nghiệp quốc tế
Ông bà của Schneider đến từ Jamaica và mẹ cô cũng được sinh ra ở đó, khiến cô đủ điều kiện chơi cho đội bóng đá nữ quốc gia Jamaica. Cô từ chối cơ hội chơi đội U-17 Jamaica vào năm 2015 nhưng được chấp nhận vào năm 2016 và đại diện cho Jamaica tham gia Giải vô địch U-17 CONCACAF năm 2016.
Tại Giải vô địch U-20 Nữ CONCACAF 2018 Schneider chơi cả ba trận đấu vòng bảng cho Jamaica. Họ đã hoàn thành vòng bảng với vị trí cuối cùng trong bảng của họ và không đủ điều kiện tham gia vòng đấu loại trực tiếp.
Schneider được ghi tên vào đội tuyển Jamaica cho Giải vô địch nữ CONCACAF 2018. Trong trận đấu nhóm thứ hai của họ với Costa Rica, Schneider được bầu là cầu thủ của trận đấu khi cô thực hiện một số pha cứu thua quan trọng, giúp Jamaica giành chiến thắng tối thiểu 1-0 trước đội xếp thứ 34